# Intragna (Italie)
Pour les articles homonymes, voir Intragna.
Intragna est une commune de la province du Verbano-Cusio-Ossola dans le Piémont en Italie.

## Administration
| Période                                  | Période | Identité        | Étiquette | Qualité |
| ---------------------------------------- | ------- | --------------- | --------- | ------- |
|                                          |         | Morandi Tiziano |           |         |
| Les données manquantes sont à compléter. |         |                 |           |         |

### Hameaux
Vico, Cambiesso, Calarico

### Communes limitrophes
Aurano, Caprezzo, Miazzina, Premeno, Vignone